# Linares de la Sierra

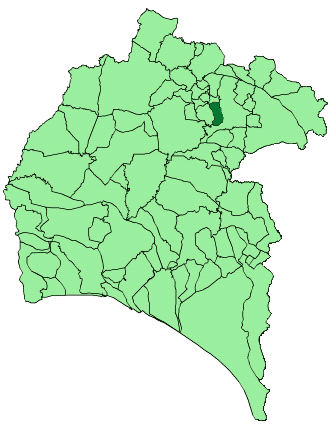
Localização de Linares de la Sierra

Linares de la Sierra é um município da Espanha na província de Huelva, comunidade autónoma da Andaluzia, de área 29 km² com população de 321 habitantes (2007) e densidade populacional de 10,34 hab/km².

## Demografia
| Variação demográfica do município entre 1991 e 2004 | Variação demográfica do município entre 1991 e 2004 | Variação demográfica do município entre 1991 e 2004 | Variação demográfica do município entre 1991 e 2004 |
| --------------------------------------------------- | --------------------------------------------------- | --------------------------------------------------- | --------------------------------------------------- |
| 1991                                                | 1996                                                | 2001                                                | 2004                                                |
| 283                                                 | 301                                                 | 290                                                 | 303                                                 |